# Province de Pataz
La province de Pataz (en espagnol : Provincia de Pataz) est l'une des douze  provinces de la région de La Libertad, au Pérou. Son chef-lieu est la ville de Tayabamba.

## Géographie
La province couvre une superficie de 4 226,53 km2. Elle est limitée au nord par la province de Bolívar, à l'est par la région de San Martín, au sud par la province de Marañón (région de Huánuco), au sud-ouest par les provinces de Pallasca et de Sihuas (région d'Ancash) et à l'ouest par la province de Santiago de Chuco et la province de Sánchez Carrión.

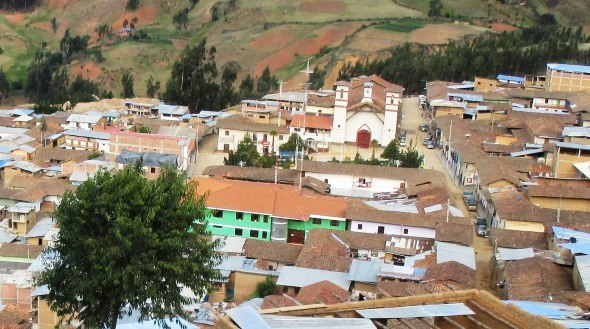
Capitale de la province de Pataz La Libertad Pérou

## Population
La population de la province s'élevait à 66 559 habitants en 2005.

## Subdivisions
La province de Pataz est divisée en treize districts :
- Buldibuyo
- Chillia
- Huancaspata
- Huaylillas
- Huayo
- Ongón
- Parcoy
- Patáz
- Pías
- Challas
- Taurija
- Tayabamba
- Urpay